# Guglielmo VI di Aquitania
Guglielmo d'Aquitania, detto anche Guglielmo il Grosso o Guglielmo IV di Poitiers (1004 – 15 dicembre 1038), fu duca d'Aquitania e conte di Poitiers dal 1030 fino alla sua morte.

## Origini
Secondo la Historiarum libri tres del monaco e storico francese, Ademaro di Chabannes era il figlio primogenito del duca d'Aquitania e conte di Poitiers, Guglielmo Grande e della prima moglie Almodia o Adalmoda di Limoges, che era al suo secondo matrimonio (il suo primo marito era stato Adalberto I, Conte di Périgord e Conte de La Marche), come ci viene confermato ancora da Ademaro di Chabannes (Willelmus accepta in matrimonio Adalmode coniuge suprascripti Aldeberti), figlia di Gerardo, visconte di Limoges e di sua moglie, Rothilde de Brosse.
Sempre secondo la Historiarum libri tres del monaco e storico francese, Ademaro di Chabannes, Guglielmo il Grande era il figlio primogenito del duca d'Aquitania e conte di Poitiers, Guglielmo Braccio di Ferro e della moglie Emma, figlia di Tebaldo I di Blois, conte di Blois, di Tours, di Chartres e di Châteaudun, e di Liutgarda, la figlia femmina secondogenita del conte di Vermandois, di Meaux, di Soissons e di Madrie e di Vexin, signore di Peronne, Senlis e San Quintino e, da poco, anche conte di Troyes, Erberto II (880 – 943) (discendente del Re d'Italia, Bernardo, nipote di Carlo Magno) e di Adele (ca. 895- ca. 931), l'unica figlia del marchese di Neustria e futuro re di Francia, Roberto I, e di Adele del Maine, come è indicato nelle Europäische Stammtafeln, vol II, cap. 10 (non consultate).

## Biografia
Verso il 1009, Guglielmo rimase orfano di madre e sempre secondo la Historiarum libri tres di Ademaro di Chabannes, verso il 1011, suo padre, Guglielmo il Grande sposò Brisca (o Sancha) ( † prima del 1018), sorella del duca di Guascogna, Sancho VI.
Guglielmo compare come testimone, assieme al padre e alla sua matrigna, Brisca (o Sancha) di Guascogna, di una donazione fatta da Ugo IV di Lusignano al monastero di Saint Cyprien di Poitiers.
Guglielmo, secondo il documento n° LXXI del cartolario di Saint-Hilaire de Poitiers, datato 3 agosto 1016, controfirmò il documento inerente ad una donazione fatta da suo padre, Guglielmo il Grande, all'abbazia di Sant'Ilario.
Dopo la morte dell'imperatore Enrico II, secondo lo storico francese, Alfred Richard, tra il 1024 ed il 1025, dopo che la corona d'Italia è stata rifiutata da Ugo, figlio del re di Francia, Roberto II, nobili italiani, inviati dal marchese di Torino e di Susa, Olderico Manfredi II, la vennero a proporre a Guglielmo, che si recò in Italia per discutere la proposta, che però rifiutò, anche a nome del figlio, Guglielmo il Grosso, per la difficile situazione italiana e perché avrebbe dovuto contendere la corona d'Italia all'imperatore, Corrado II il Salico.
Molto probabilmente, in quel periodo suo padre Guglielmo il Grande aveva delegato alcuni poteri a Guglielmo il Grosso, come risulta dal documento n° LXXXVI delle Chartes et documents pour servir à l'histoire de l'abbaye de Saint-Maixent, Archives historiques du Poitou Tome XVI, inerente ad una donazione alla chiesa di Saint-Maixent-l'École, fatta anche a nome di suo padre e compresa tra il 1023 ed il 1026.
Secondo lo storico Szabolcs de Vajay, nel 1129, Guglielmo il Grande abdicò in favore di figlio primogenito, di primo letto, Guglielmo il Grosso e, secondo il Chronico Sancti Maxentii si ritirò nell'abbazia di Maillezais, divenendo monaco, dove morì, il 31 gennaio 1030, lasciando i titoli a Guglielmo il Grosso, che divenne Guglielmo VI duca d'Aquitania e Guglielmo IV conte di Poitiers.
Verso il 1031, Guglielmo sposò Eustachia, figlia di Berlay signore di Montreuil e della prima moglie di cui non si conoscono né il nome né gli ascendenti. Secondo lo storico francese, Alfred Richard, il matrimonio fu celebrato, tra la fine del 1030 e l'inizio del 1031, quando era ancora in vita il re di Francia Roberto II. Il documento nº 271 del Cartoulaire de L'abbaye de San Cyprien de Poitiers, con datazione incerta tra il 1030 ed il 1031, fu controfirmato da Guglielmo ed Eustachia (Willelmi comitis, Eustachie).
Il primo gennaio 1032, la matrigna (terza moglie di suo padre) Agnese di Borgogna (995-1067) si risposò, in seconde nozze, col futuro conte d'Angiò, Goffredo II Martello I(1006-1067), figlio di Folco III Nerra (972-1040), lasciò l'Aquitania e si trasferì, coi figli, presso la corte d'Angiò, anche se la chiesa riteneva questo matrimonio incestuoso (come riporta lo storico francese, Alfred Richard, nel suo Les comtes de Poitou, tome I).
Nel 1032 creò un principio di amministrazione ducale nominando un sovrintendente a dirigerla.
In questo stesso periodo, tra il 1031 ed il 1033, Guglielmo, con la moglie Eustachia controfirmò il documento n° XCII delle Chartes et documents pour servir à l'histoire de l'abbaye de Saint-Maixent, inerente ad una donazione al monastero stesso.
Nel frattempo, Agnese aveva fatto pressione sul marito perché combattesse il nuovo duca d'Aquitania, Guglielmo il Grosso; nel 1033, secondo il Richard, Goffredo II Martello I condusse le sue truppe nel Poitou, dirigendosi su Poitiers; lo scontro avvenne il 20 settembre 1033, e, come ci conferma anche il Chronicæ sancti Albini Andegavensis, Guglielmo il Grosso fu fatto prigioniero da Goffredo Martello nella battaglia di Mont-Couer, nei pressi di Taizé.
Guglielmo il Grosso, sempre secondo il Richard fu liberato solo tre anni dopo, verso la fine del 1036, dietro al pagamento di un cospicuo riscatto (secondo la Ex Chronico S. Maxentii Eustachia per raccogliere l'ammontare del riscatto spogliò diversi monasteri: -expoliavit Monasteria auro et argento, unde redimerent eum-), senza però cedere alcun territorio.
Durante la prigionia di Guglielmo il Grosso, la moglie, Eustachia, fece una donazione di una porzione della foresta di Argenton all'abbazia di Saint-Maixent, auspicando la liberazione del marito, come ci conferma il documento n° XCIII delle Chartes et documents pour servir à l'histoire de l'abbaye de Saint-Maixent, redatto tra il 1034 ed il 1037.
Dopo essere stato liberato, sempre secondo il Richard, si astenne dall'intervenire nella guerra che si era scatenata tra Goffredo II Martello I e suo padre, Folco III Nerra, ma si adoperò ad aiutare il fratellastro, Oddone o Eudes, a consolidare il controllo sul ducato di Guascogna, che aveva ereditato da sua madre Brisca (o Sancha) di Guascogna.
Morì senza eredi maschi, nel dicembre 1038, non molto tempo dopo la liberazione, come ci conferma il monaco e cronista medievale, Rodolfo il Glabro, lasciando i suoi titoli al fratellastro Oddone o Eudes, figlio di secondo letto di suo padre e di Brisca (o Sancha) di Guascogna, figlia del duca Guglielmo I di Guascogna.
Secondo la Ex Chronico S. Maxentii, Guglielmo il Grosso fu tumulato accanto al padre, Guglielmo il Grande nell'abbazia di Maillezais (Cathédrale Saint-Pierre de Maillezais).
La moglie Eustachia, secondo la Ex Chronico S. Maxentii, gli sopravvisse di poco e fu sepolta nella chiesa di Notre-Dame di Poitiers.

## Discendenza
Guglielmo il Grosso da Eustachia ebbe una sola figlia:
- Agnese di Poitiers, che, secondo le Europäische Stammtafeln[6], vol II, 58 (non consultate), nel 1054, sposò il re d'Aragona, Ramiro I, che era al suo secondo matrimonio[27].

## Ascendenza
|                           |   |                           | Genitori                    |  |  | Nonni |  |  | Bisnonni                   |  |  | Trisnonni           |  |
|                           |   |                           |                             |  |  |       |  |  | Guglielmo III di Aquitania |  |  | Ebalus di Aquitania |  |
|                           |   |                           |                             |  |  |       |  |  | Guglielmo III di Aquitania |  |  | Ebalus di Aquitania |  |
|                           |   | Aremburga                 |                             |  |  |       |  |  | Guglielmo III di Aquitania |  |  |                     |  |
| Guglielmo IV di Aquitania |   |                           |                             |  |  |       |  |  | Guglielmo III di Aquitania |  |  |                     |  |
|                           |   | Gerloc/Adele di Normandia | Rollone                     |  |  |       |  |  |                            |  |  |                     |  |
|                           |   | Gerloc/Adele di Normandia | Rollone                     |  |  |       |  |  |                            |  |  |                     |  |
|                           |   | Gerloc/Adele di Normandia | Poppa di Bayeux             |  |  |       |  |  |                            |  |  |                     |  |
| Guglielmo V di Aquitania  |   | Gerloc/Adele di Normandia |                             |  |  |       |  |  |                            |  |  |                     |  |
|                           |   | Tebaldo I di Blois        | Tebaldo il Vecchio di Blois |  |  |       |  |  |                            |  |  |                     |  |
|                           |   | Tebaldo I di Blois        | Tebaldo il Vecchio di Blois |  |  |       |  |  |                            |  |  |                     |  |
|                           |   | Tebaldo I di Blois        | …                           |  |  |       |  |  |                            |  |  |                     |  |
| Emma di Blois             |   | Tebaldo I di Blois        |                             |  |  |       |  |  |                            |  |  |                     |  |
|                           |   | Liutgarda di Vermandois   | Erberto II di Vermandois    |  |  |       |  |  |                            |  |  |                     |  |
|                           |   | Liutgarda di Vermandois   | Erberto II di Vermandois    |  |  |       |  |  |                            |  |  |                     |  |
|                           |   | Liutgarda di Vermandois   | Adele di Francia            |  |  |       |  |  |                            |  |  |                     |  |
| Guglielmo VI d'Aquitania  |   | Liutgarda di Vermandois   |                             |  |  |       |  |  |                            |  |  |                     |  |
|                           | … | …                         |                             |  |  |       |  |  |                            |  |  |                     |  |
|                           | … | …                         |                             |  |  |       |  |  |                            |  |  |                     |  |
|                           | … | …                         |                             |  |  |       |  |  |                            |  |  |                     |  |
| Gerardo di Limoges        | … |                           |                             |  |  |       |  |  |                            |  |  |                     |  |
|                           |   | …                         | …                           |  |  |       |  |  |                            |  |  |                     |  |
|                           |   | …                         | …                           |  |  |       |  |  |                            |  |  |                     |  |
|                           |   | …                         | …                           |  |  |       |  |  |                            |  |  |                     |  |
| Almodia di Limoges        |   | …                         |                             |  |  |       |  |  |                            |  |  |                     |  |
|                           |   | …                         | …                           |  |  |       |  |  |                            |  |  |                     |  |
|                           |   | …                         | …                           |  |  |       |  |  |                            |  |  |                     |  |
|                           |   | …                         | …                           |  |  |       |  |  |                            |  |  |                     |  |
| Rothilde de Brossew       |   | …                         |                             |  |  |       |  |  |                            |  |  |                     |  |
|                           |   | …                         | …                           |  |  |       |  |  |                            |  |  |                     |  |
|                           |   | …                         | …                           |  |  |       |  |  |                            |  |  |                     |  |
|                           |   | …                         | …                           |  |  |       |  |  |                            |  |  |                     |  |
|                           |   | …                         |                             |  |  |       |  |  |                            |  |  |                     |  |

### Fonti primarie
- (LA)  Ademarus Engolismensis Historiarum.
- (LA)  Chronicon Santi Maxentii Pictavinis, Chroniques des Eglises d´Anjou.
- (LA)  Chartes et documents pour servir à l'histoire de l'abbaye de Saint-Maixent, Archives historiques du Poitou.
- (LA)  Monumenta Germaniae Historica, Scriptores, tomus IV.
- (LA)  Documents pour l´histoire de l´église de Saint-Hilaire de Poitiers, Mémoires de la société des antiquaires de l'ouest, année 1847.
- (LA)  Rerum Gallicarum et Francicarum Scriptires, tomus X.
- (LA)  Cartoulaire de L'abbaye de San Cyprien de Poitiers.
- (LA)  Rodulfi Glabri Historiarum Libri Quinque.
- (LA)  Chroniques des Eglises d´Anjou.
- (LA)  Rerum Gallicarum et Francicarum Scriptires, tomus XI.

### Letteratura storiografica
- Louis Halphen, La Francia nell'XI secolo, in «Storia del mondo medievale», vol. II, 1979, pp. 770–806
- Austin Lane Poole, L'imperatore Corrado II, in «Storia del mondo medievale», vol. IV, 1979, pp. 170–192
- Caroline M. Ryley, L'imperatore Enrico III, in «Storia del mondo medievale», vol. IV, 1979, pp. 193–236
- (FR)  Alfred Richard, Les comtes de Poitou, tome I,.
- (FR, LA)  Alfred Richard, Chartes et documents pour servir à l'histoire de l'abbaye de Saint-Maixent, Archives historiques du Poitou Tome XVI (Poitiers) ("Saint-Maixent").